# Hoshi Ryokan

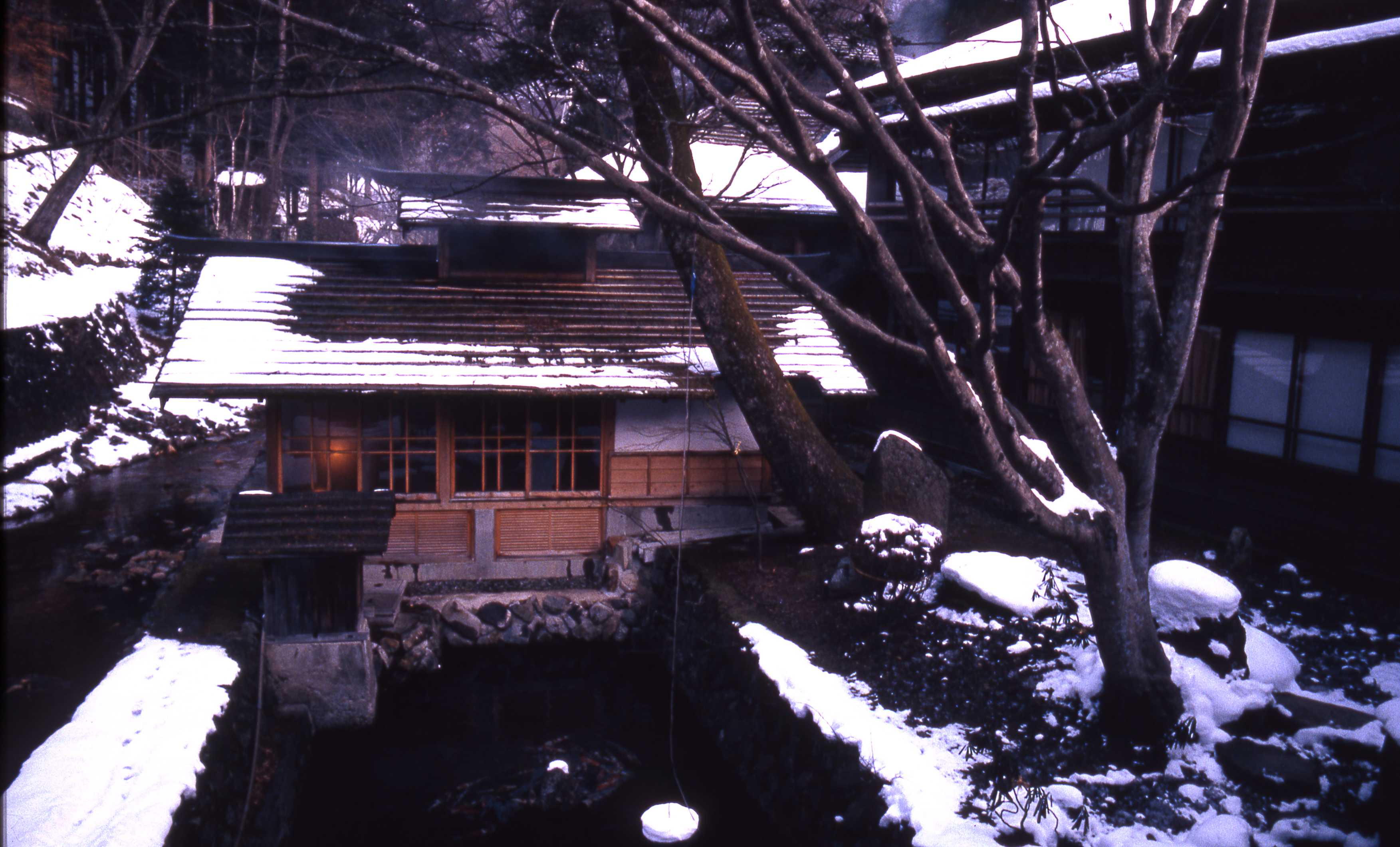
Bany spa al Hōshi Ryokan a l'hivern.

Hōshi (法師) és un ryokan (allotjament tradicional japonès) a Komatsu, a la prefectura d'Ishikawa, Japó. Fundat el 718, és el segon hotel en funcionament més vell del món, darrere del Nishiyama Onsen Keiunkan, segons el Guinness World Records i una de les empreses més velles del món que ha estat activa més temps després que Kongō Gumi tanqués el 2006. L'hotel ha estat operat per la mateixa família durant quaranta-sis generacions.